# Битва при Герате (1598)
Битва при Герате — 9 августа 1598 года между армиями Сефевидского государства и Бухарского ханства за обладание Хорасаном и Балхом. Завершилось полным разгромом узбекского войска и освобождением Хорасана, восстановлением власти Сефевидов в регионе.

## Предыстория
Воспользовавшись периодом смут в Сефевидском государстве, связанных с неспособностью сефевидского шаха Мухаммеда Худабенде управлять страной, повлекшем период анархии, междоусобиц и утрату внутреннего единства в государстве, к которым добавилось тяжелые потери в войне с турками и потеря контроля над западными областями державы, правители Бухарского ханства, власть в котором перешла от Шейбанидов к новой династии Аштарханидов, захватили Хорасан, утвердив свою власть на регионом, взяв под контроль важные торговые пути.
Молодой шах Аббас, сын Мухаммеда Худабенде, вступивший на трон в 1587 году, поставил своей целью отвоевание всех ранее потерянных в войнах земель. Заключив вынужденно с турками невыгодный мир, Аббас активно приступил к реформам с целью укрепления как своей власти, так и централизации государства. Реформы коснулись всех сфер государства, в том числе и армии. Несмотря на то, что главным противником считалась Османская империя, вступить с ней в борьбу, имея опасного противника на восточных рубежах, шах Аббас не мог. Потому прежде было решено устранить угрозу восточным границам. В 1597 году шах Аббас выступил в поход на Хорасан. У узбеков были отбиты все важные города, с легкостью был взят Мешхед, но хану Дин Мухаммеду удалось бежать в Герат, куда за ним последовало войско сефевидов.
9 августа 1598 года сефевидская армия во главе с шахом подступила к стенами Герата.

## Битва
Герат имел сильно укрепленные фортификации, на взятие которых потребовалось бы долгое время. Аббас, прибегнув к хитрости и ложным отступлением, смог выманить узбекское войско из города. Вышедшие с целью погони за стены города войска узбеков были окружены и в результате жестокого сражения были наголову разбиты, сам Дин Мухаммед хан был ранен в этой битве, а позже убит своими воинами по пути отступления.

## Итоги
Сефевидам удалось не просто освободить Хорасан, восстановив свою власть, но также нанести настолько сильный урон противнику, который в последующие годы не решался вступать в открытую конфронтацию с Сефевидами. Тем самым была обеспечена безопасность восточных рубежей Сефевидского государства, так необходимая шаха Аббасу, перед началом войны с Османской империей. Устранив опасного противника, шах Аббас стал активно готовиться к войне против турок, начав в 1603 году победоносную войну против неё.